# Universidad Vasca de Verano
La Universidad Vasca de Verano (en euskera y oficialmente: Udako Euskal Unibertsitatea, UEU) es una institución universitaria creada en 1973, que ofrece cursos y organiza eventos universitarios en colaboración con la Universidad del País Vasco, Universidad Mondragón, Universidad de Deusto, Universidad Pública de Navarra, Universidad de Navarra, y la Universidad de Pau y Pays de l'Adour en Bayona.
La UEU tiene su sede principal en el Palacio de Markeskua (Éibar). Aunque su nombre sea Universidad Vasca de Verano (Udako Euskal Unibertsitatea, UEU) la institución ofrece cursos universitarios durante todo el año, no sólo en verano. En la actualidad es una organización sin ánimo de lucro y en 1990 fue reconocida como entidad de utilidad pública por considerarse que promueve el interés general en el campo de la investigación, aprendizaje y divulgación, principalmente a nivel universitario, a través de los múltiples servicios que presta de tipo pedagógico y cultural.

## Historia

### Antecedentes: Ningún tipo de formación universitaria en euskera hasta 1972
Tras examinar la continua regresión histórica del entorno geográfico dónde el euskera era hablado, Wilhem von Humboldt en 1809 predijo que esta lengua quizás desapareciera en menos de un siglo de la lista de las lenguas vivas.
Los procesos sociales, económicos políticos y culturales puestos en marcha con la industrialización y el liberalismo durante el siglo XIX ocasionaron un retroceso aún mayor del euskera. Como dato, baste decir que el euskera quedó al margen de la escuela, donde incluso su uso llegó a estar prohibido.
Entre las iniciativas surgidas en el siglo XX para afrontar el riesgo de la desaparición del euskera se pueden resaltar la creación de la Sociedad de Estudios Vascos y la Real Academia de la Lengua Vasca (Euskaltzaindia) en 1919 y la creación de las ikastolas (escuelas en euskera) inicialmente en la década de los años treinta y posteriormente en la década de los 60.

### Antecedentes: creación del euskera unificado en 1968
El euskera, que cuenta con 7 dialectos principales, no tuvo un modelo estándar de escritura hasta 1968, cuando Euskaltzaindia puso las bases del euskera unificado (euskera batúa). Históricamente, salvo excepciones puntuales y breves, hasta entonces nunca había existido formación en euskera a nivel universitario y en 1972 seguía siendo imposible estudiar en euskera una titulación universitaria, ni siquiera una asignatura. 

### Creación de la UEU en 1973
En ese contexto la historia de la UEU comenzó en las Semanas Vascas que se organizaron en Bayona durante los años 1970-1972.Viendo el éxito que tuvieron dichas jornadas y el discurso que el matemático Carlos Santamaría Ansa dio en torno a la necesidad de crear una Universidad Vasca, las asociaciones Euskaldunen Biltzarra, Ikas y Fededunak decidieron organizar unos cursos de verano en 1973 con el apoyo de Euskaltzaindia. Iniciativas similares que ya existían para el catalán y el occitano sirvieron como antecedente y referencia; por ejemplo, la Universitat Catalana d'Estiu había estado funcionando desde 1968.
Las dos primeras ediciones de la UEU (1973 y 1974) se llevaron a cabo en San Juan de Luz y las dos siguientes (1975 y 1976) en Ustaritz.

### Cursos de verano en Pamplona (1977-1999)
En 1977 los cursos de verano de la UEU se trasladaron a Pamplona, convirtiéndose año tras año en el punto de encuentro que permitió la formación de profesorado y la creación de materiales que se fueron incorporando en la oferta de nuevas asignaturas de las universidades oficiales. Con los años llegó a ofertar anualmente entre 40 y 50 cursos de verano de Pamplona. Por ejemplo, en 1995 ofertó 45 cursos distribuidos en 26 departamentos; en total fueron 750 horas lectivas, en clases, prácticas, seminarios y salidas, con más de 650 participantes. Anualmente publicó una media de 10 libros. El número de profesores/as y alumnos/as que trabajaban en euskera a nivel universitario en aquel año no sería superior a 4.000 personas, y de entre todas ellas más de 650 participaban en la UEU, siendo esto una prueba del éxito y contribución de estos cursos, a pesar de los limitados recursos económicos con los que contaba.

### Situación actual
Desde 1999 estos cursos de nivel universitario se empezaron a desarrollar no solo en verano y en Pamplona, sino también durante todo el año y en múltiples localidades. Después de casi 50 años, gracias a este proceso social impulsado y liderado por la UEU, se ha conseguido dar algunos pasos significativos en la inclusión del euskera en la universidad. Por ejemplo, en 2019 prácticamente casi todos los grados universitarios también pueden ser estudiados en euskera de forma presencial en alguna de las universidades del País Vasco; se han publicado más de 400 libros en euskera sobre 27 disciplinas universitarias; se organizan regularmente congresos en euskera para profesionales y académicos... La UEU colabora y ofrece cursos universitarios con las otras universidades del País Vasco: Universidad del País Vasco, la Universidad de Mondragón, la Universidad de Deusto, la Universidad Pública de Navarra, y la Universidad de Pau y Pays de l'Adur... 
Actualmente la UEU tiene su sede principal en el Palacio de Markeskua (Éibar) y cuenta con 1.200 socios. La UEU organiza formación en vasco a nivel universitario en diferentes formatos: postgrados,  cursos especializados, seminarios, congresos de profesionales (por ejemplo los congresos de Informática, Informatikari Euskaldunen Bilkurak), formación dirigida a los docentes y profesionales, cursos de verano y proyectos de investigación relacionadas con las anteriores (máster...); también ofrece estudios de postgrado.
En el año 2019 se fundó el Instituto GOI (Goi-mailako Online Institutua, Instituto Online de Alto Nivel) como centro adscrito con la Universidad del País Vasco. Esta infraestructura sirvió para un año más tarde poner en marcha la modalidad en línea y en euskera del máster oficial necesario para ser profesor en Enseñanzas Medias.
La UEU ofrece estudios en el País Vasco, en Navarra y en el País Vasco Francés, siendo el objetivo de la UEU el impulsar una universidad vascófona de calidad en todo el territorio de Euskal Herria. Según este planteamiento conseguir una universidad que trabaje en euskera sería un elemento fundamental para que la previsión hecha por Humboldt no se cumpla y el euskera siga por muchos años en la lista de las lenguas vivas. Además la experiencia realizada con el euskera puede ser una referencia para la preservación de otras lenguas minoritarias.
Los Rectores de la UEU han sido los siguientes: Manex Goihenetxe (1973-1976), Martin Orbe (1976-1983), Baleren Bakaikoa (1983-1987), Inaki Irazabalbeitia (1987-1991), Kepa Altonaga (1991-1996), Mikel Aizpuru (1996-2000), Xabier Isasi (2000-2004), Aitzpea Leizaola (2004-2005), Lore Erriondo (2005-2010), Karmele Artetxe (2010-2014), Iñaki Alegría (2014-2018) y Kepa Sarasola (2018-).

## Publicaciones
La UEU publicó su primer libro en 1977, desde entonces hasta 2018 ha publicado 419. En el ámbito de la edición de libros, desde su comienzo la UEU ha perseguido dos objetivos: por una parte, crear una infraestructura bibliográfica, y por otra, afincar la terminología y sintaxis del euskara a nivel universitario. La versión electrónica de la mayoría de los más de 400 libros de los publicados por la UEU son accesibles públicamente en su biblioteca digital Buruxkak.

Además de libros también publica revistas de carácter académico. En 2018 eran cuatro las revistas: Uztaro, sobre ciencias sociales y creada en 1990;  Aldiri, Arkitektura eta abar,  sobre arquitectura y creada en 2009; Osagaiz, sobre ciencias de la salud y creada en 2017; y finalmente Kondaira, revista sobre historia creada en 2003. 

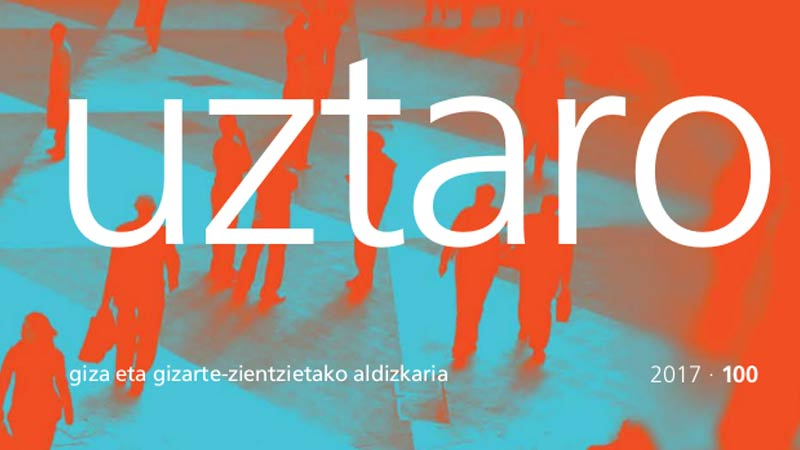
Revista Uztaro
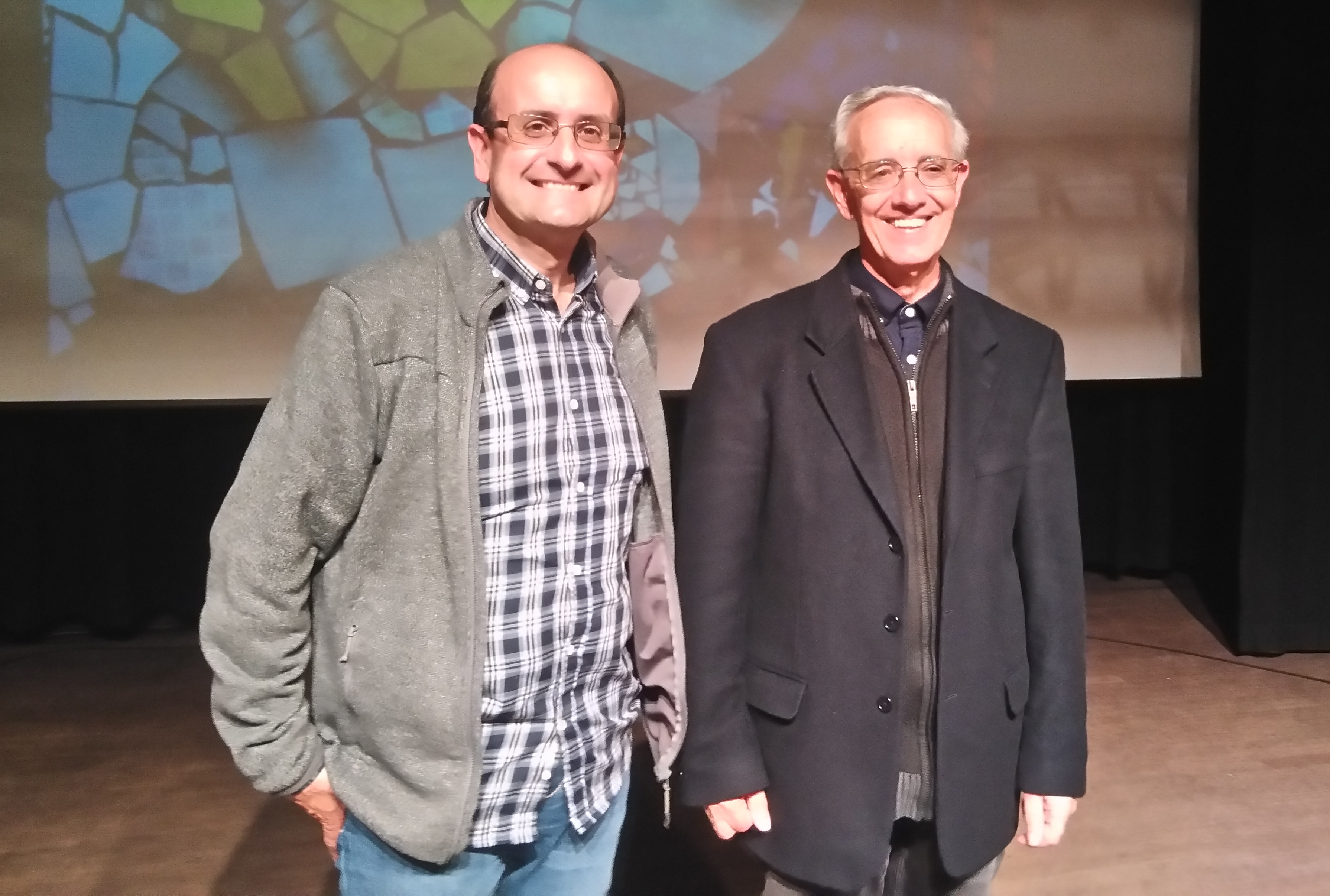
Directores de la revista Uztaro: Gidor Bilbao y Jokin Apalategi
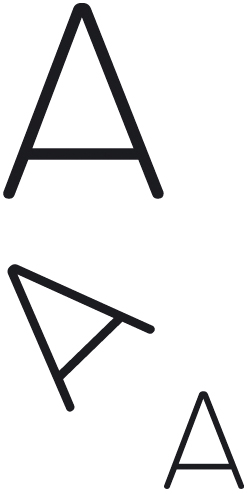
Logo de la revista Aldiri

## Títulos propios y postgrados
Comenzando en 2001 y en colaboración con la Universidad del País Vasco la UEU ha impartido 14 títulos propios y postgrados, de los cuales han salido más de 240 personas tituladas. En 2018 se impartieron dos; uno sobre traducción y tecnología y otro sobre el uso de las nuevas tecnologías en la educación.

## Cursos de formación
Desde 1973 la UEU ha impartido más de 1.800 cursos de formación a nivel universitario. En 2003 empezaron a impartirse cursos en línea. En 2013 tuvo lugar el primer curso MOOC (Introducción a la programación en Android / Android programazioaren hastapenak). Los cursos siempre han sido organizados desde las secciones temáticas de la UEU, que son las siguientes:
- Antropología
- Teatro
- Arquitectura
- Arte
- Bertsolarismo
- Economía
- Filosofía
- Fìsica
- Glotodidáctica
- Historia
- Lingüística
- Informática
- Traducción
- Periodismo
- Química
- Climatología y Meteorología
- Literatura
- Matemática
- Música
- Ciencias Naturales
- Ciencias de la Salud
- Pedagogía
- Psicología
- Sexología
- Sociolingüística
- Sociología
- Derecho

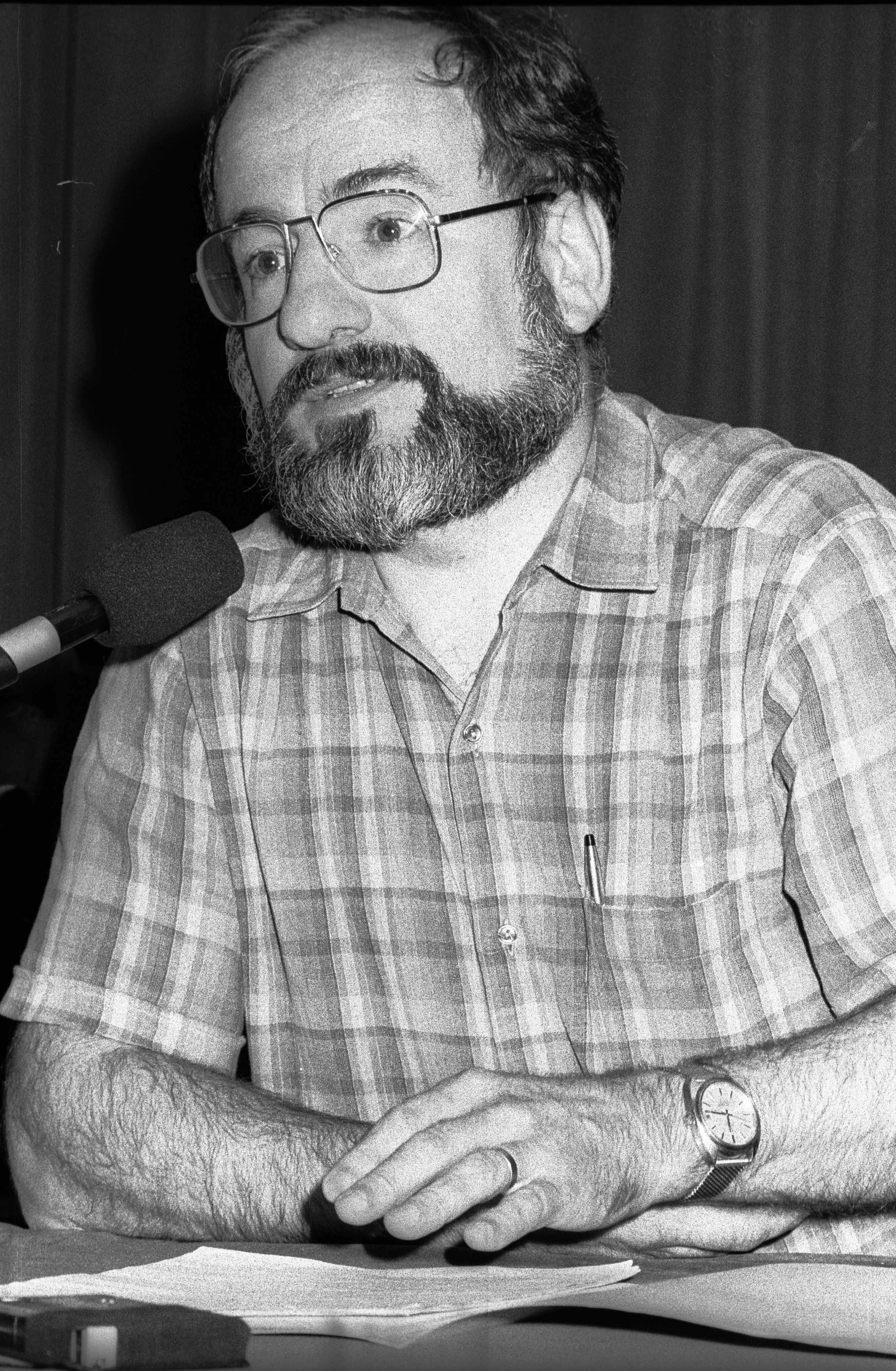
El informático Klaudio Harluxet dando la conferencia inaugural en 1984.
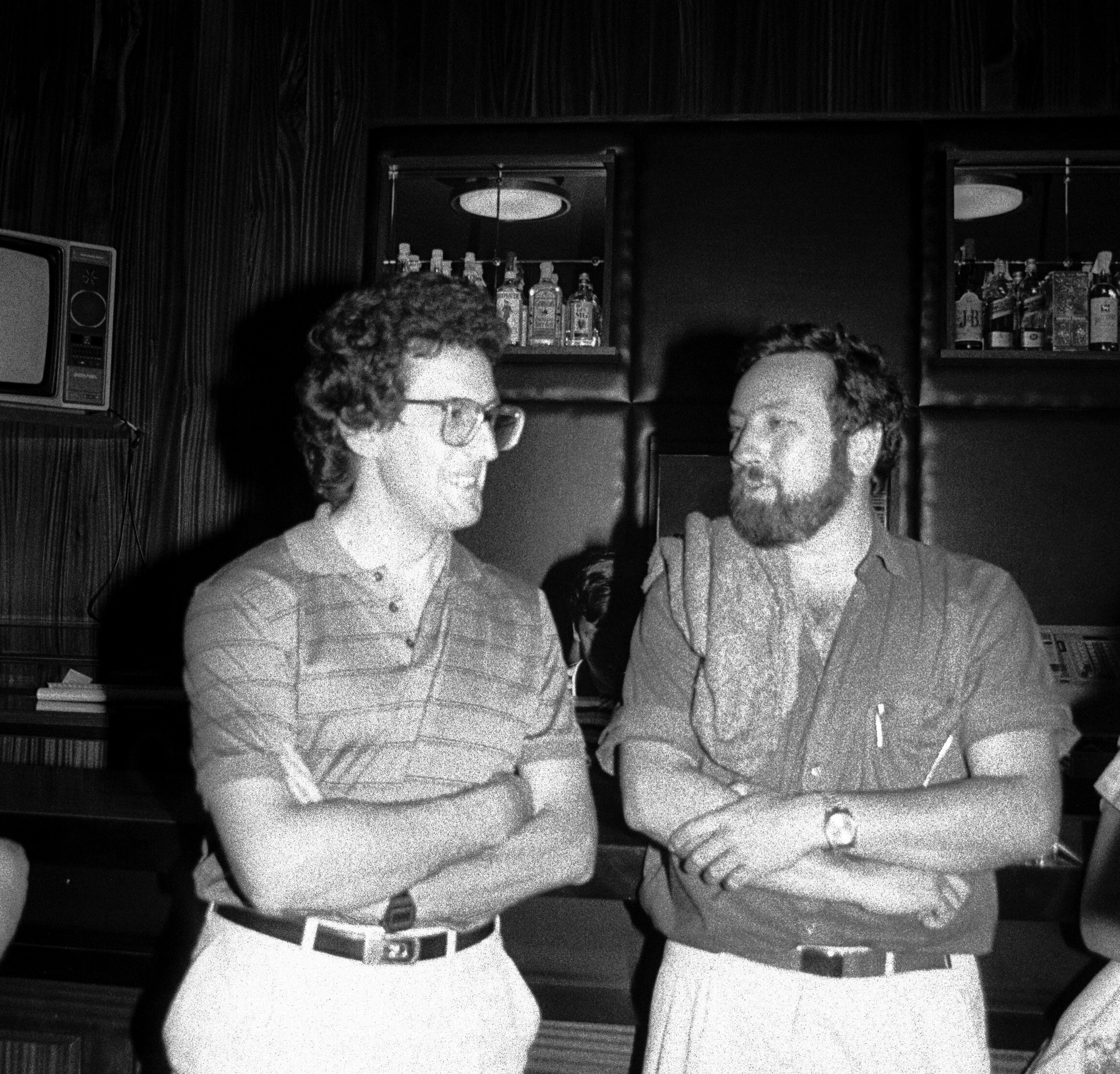
El físico Etxenike y el químico Bandrés en la UEU de 1983.
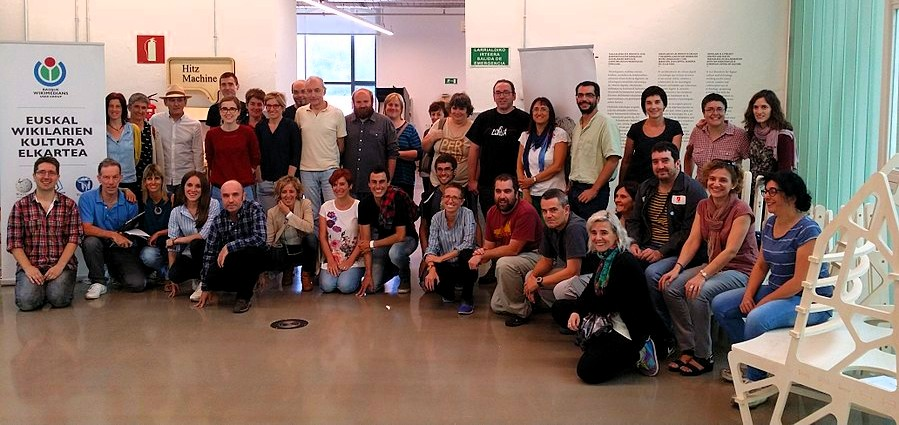
Curso sobre Wikidata en 2017

## Congresos de profesionales y académicos
Desde 1996 la UEU ha organizado más de 30 congresos. Entre ellos están los siguientes:
- Informatikari Euskaldunen XI. Bilkurak. (Congreso de informática)
- Glotodidaktika V. Topaketak (Encuentros de Glotodidáctica)
- Natur Zientzietako III. Topaketak (Encuentros de Ciencias Naturales)
- Historialarien V. Topaketak. (Encuentros de Historia)[16]
- Matematikarien III. Topaketak. (Encuentros de Matemáticas)[17]
- Osasun-zientzietako Ikertzaileen III. Topaketak. (Encuentros de Ciencias de la Salud)[18]
- Hizkuntzalari Euskaldunen III. Topaketak. (Encuentros de Lingüística)[19]
- ''Arkitekturan, euskaraz?'' II. Topaketak. (Encuentros de Arquitectura)[20]
- Psikologoen II.Topaketak. (Encuentros de Psicólogía)[21]
- Pedagogía I. Topaketak: nola lortu dezakegu Euskal Herrian eskola inklusiboa? (Encuentros de Pedagogía. ¿Cómo conseguir una escueka inclusiva?)[22]

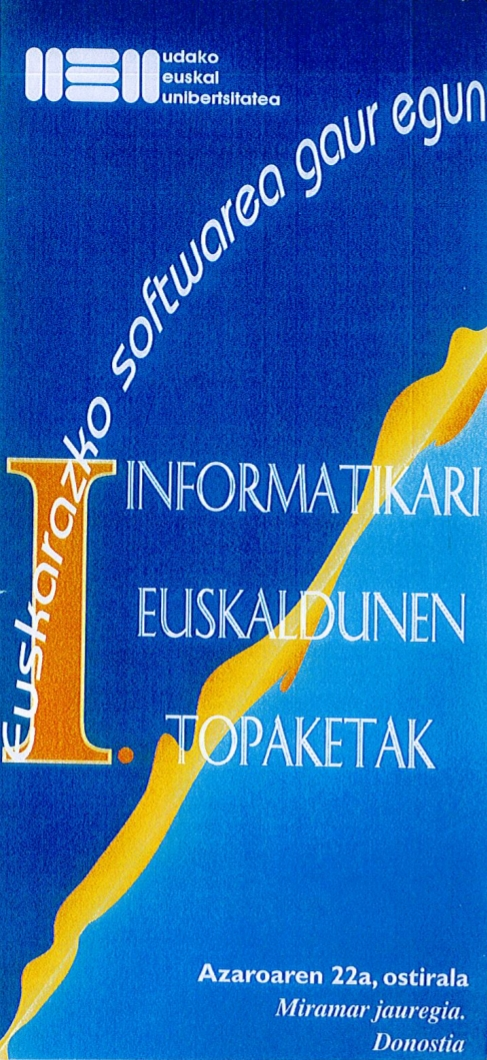
Informatikarien Bilkura 1996
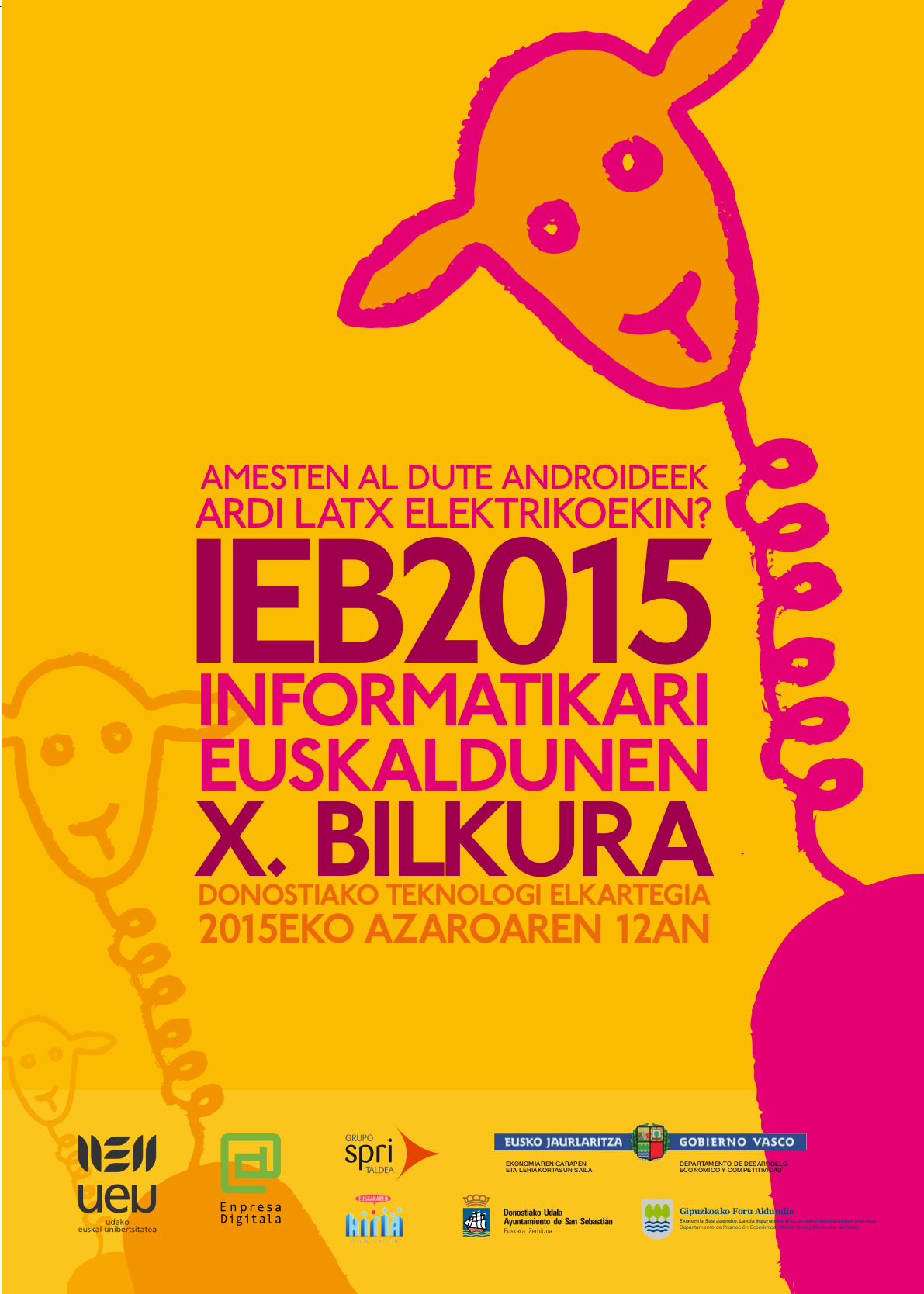
Informatikarien bilkura 2015 Robotika
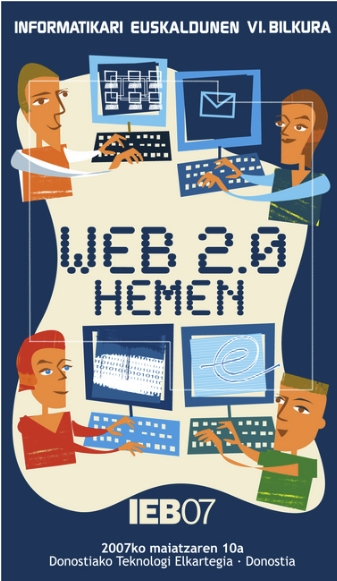
2007ko Informatikarien Bilkura Web 2.0 hemen
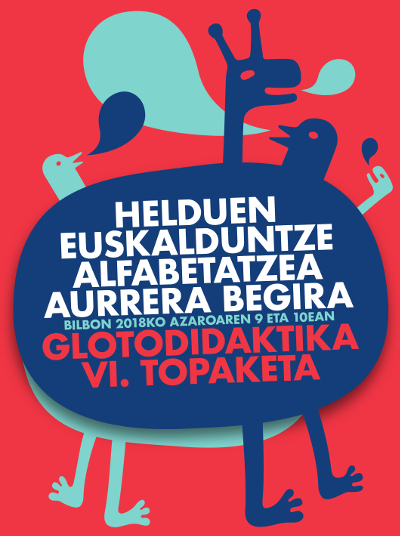
Glotodidaktika-Topaketa 2018.
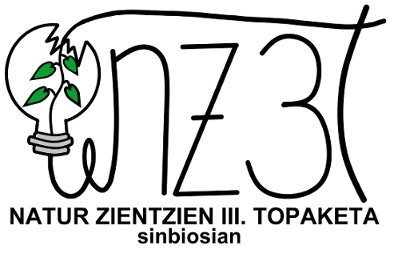
Natur Zientzien Topaketak, UEU2018
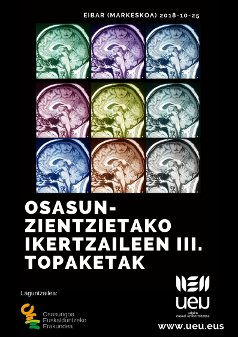
Osasun Zientzietako 3. Topaketak, UEU2018

## Bases de datos y servicios de Internet
La UEU lleva años creando proyectos asociados a las nuevas tecnologías para responder a las necesidades formativas y por ello se han creado varios proyectos en este campo:

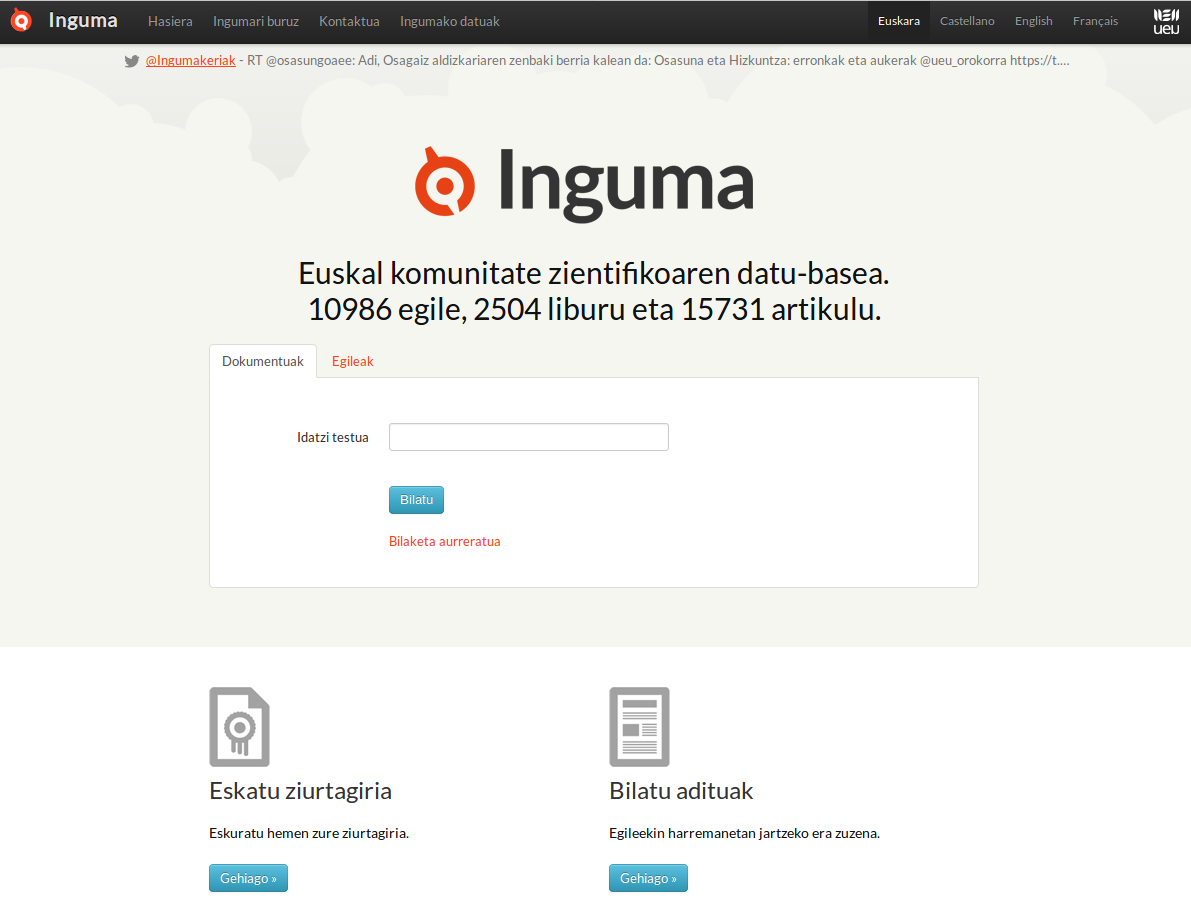
Base de datos sobre producción científica Inguma.

### Inguma, base de datos sobre la producción de la comunidad científica vasca
Inguma es una fuente de información sobre todo lo que se ha producido de forma oral y escrita en lengua vasca dentro del mundo académico desde que en 1968 se comenzaran a fijar las pautas que condujeron a la unificación del euskera unificado.
En 2018 en total recogía la catalogación Hay documentos tanto escritos (libros, artículos, prólogos, reseñas, traducciones, ediciones críticas, proyectos de investigación, tesis doctorales) como orales (conferencias, cursos, encuentros, jornadas, asignaturas).

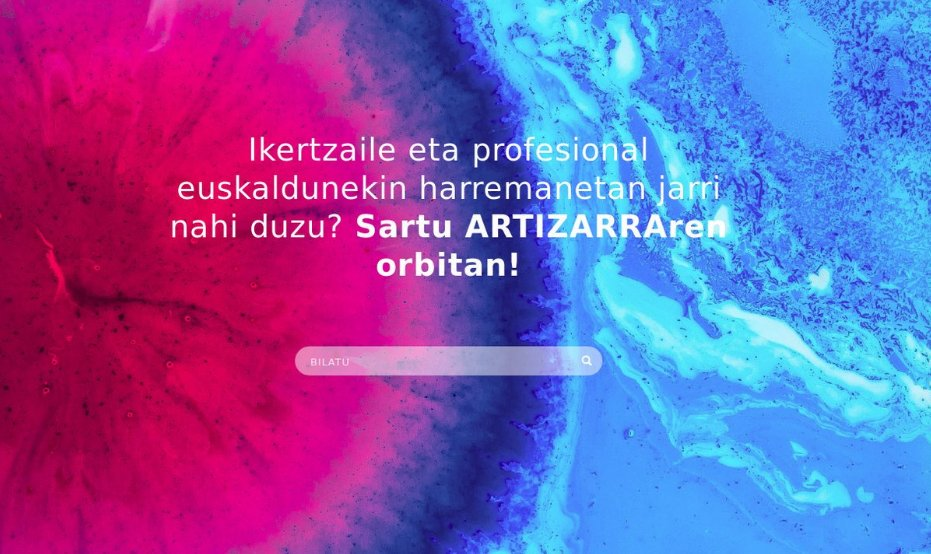
Red social Artizarra para profesionales e investigación.

### Buruxkak, biblioteca digital
La biblioteca digital de la UEU, Buruxkak, en 2018 recogía las versiones digitales de 380 libros de entre los 419 publicados por esta entidad

### Apuntes (Otarrea)
Otarrea es una recopilación de trabajos, informes, apuntes, y otros tipo de documentos universitarios para ser compartidos de forma libre con licencia Creative Commons.
En 2018 contenía 941 documentu repartidos por campos de esta manera: Arte y música (4), Humanidades (112), Ciencias sociales (333), Ingeniería y tecnología (393), Ciencias de la salud (19), Ciencias aplicadas (2) y Ciencias (78).

### Tesiker, tesis doctorales en euskera
La base de datos Tesiker ofrece información y acceso a más de 450 tesis que han sido publicadas en euskera. Este servicio web se ofrece desde el sitio del Gobierno Vasco tras haber sido recogido por la UEU.

### Unibertsitatea.net, portal de la comunidad universitaria

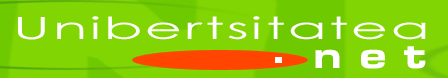
Portal Unibertsitatea.net

El portal universitario Unibertsitatea.net publica noticias sobre la comunidad universitaria vasca (entre otras incluye 140 entrevistas a jóvenes investidores e investigadoras, y 10 blogs (ekonomia, Procesamiento del lenguaje, arte, medio ambiente...).

### Iparrorratza, orientación para el acceso a la universidad
El servicio Iparrorratza ofrece un servicio de asesoramiento para jóvenes que van a entrar en la universidad, para ayudarles en la elección de los estudios que cursarán.

### Softkat, software en euskera
Softkat era un catálogo que recogía los diferentes programas informáticos que se podían utilizar en euskera. estuvo en funcionamiento desde el año 2000 hasta el 2013.

### Ikasgela birtuala, aula virtual
Ikasgela birtuala es una plataforma basada en Moodle que sirve como soporte para la oferta en línea de la UEU.

## Comunidad de investigadores jóvenes
La UEU ha promovido desde 2012 la creación de una comunidad de jóvenes investigadores con el objeto de promover el conocimiento e intercambio multidisciplinar. Son tres sus actividades más relevantes so las siguientes:

### Congreso Ikergazte

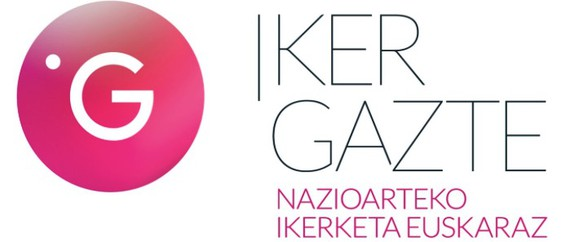
Congreso Ikergazte

Este congreso se organiza bienalmente desde 2015. Siempre ha reunido más de 200 participantes y en ellos se han presentado más de 140 artículos.

### Concurso Txiotesia
Con el mismo objetivo de fomentar el mutuo conocimiento desde 2012 se ha organizado bienalmente este concurso. Los participantes describen su trabajo de tesis doctoral en tan solo 6 tuits.

### Entrevistas en el portal web
El portal unibertsitatea.net ha entrevistado a más de 120 investigadores e investigadoras.

## Premios y distinciones
- El año 2014 la UEU recibió el premio de Merecimiento en la Divulgación Científica CAF-Elhuyar otorgado por la Fundación Elhuyar. por los méritos acumulados en socialización de la ciencia y la tecnología.

## Entidades similares que trabajan con otros idiomas minoritarios
Las siguientes entidades son similares a la UEU en que trabajan para promover el uso extensivo de una lengua minoritaria a nivel universitario:

#### Catalán
- La Universidad Catalana de Verano, en lengua catalana y de forma oficial Universitat Catalana d'Estiu (UCE). Es una universidad de verano en lengua catalana que se celebra anualmente en la ciudad francesa de Prades. Fue fundada en el verano de 1968, justo después de los acontecimientos de mayo de 1968.

#### Irlandés
- Fiontar está en Dublín.[30]
- Acadamh na hOllscolaíochta tiene su sede en el oeste de Irlanda. Su campus principal se encuentra en la Universidad Nacional de Irlanda en la ciudad de Galway y también tiene otras tres ubicaciones en todo el oeste de Irlanda. Ofrecen cursos en diferentes niveles: grados y posgrados, así como diplomas y otros cursos de corta duración.[31]

#### Galés
Coleg Cymraeg Cenedlaethol (en inglés: Welsh National College). Se conoce tanto en galés como en inglés simplemente como Coleg. Fue creada en 2011 por el Gobierno de Gales para trabajar con las universidades de Gales a fin de desarrollar cursos y recursos en galés para los estudiantes; también ofrece y promueve cursos de nivel medio, becas e investigación en galés en las universidades galesas. Trabaja a través de sucursales en las universidades galesas para ofrecer más oportunidades de estudio a los estudiantes de nivel medio galeses en colaboración con las universidades.  Su objetivo es aumentar el número de estudiantes que eligen estudiar parte o la totalidad de su curso en galés.  Financia becas de pregrado y postgrado, patrocina a profesores de nivel medio galeses y apoya a los estudiantes que estudian en galés.
   Y Gymdeithas Feddygol (Sociedad Médica en Galés) - apoya el derecho a recibir asistencia sanitaria en galés y coopera con cualquier organización para prestarla. Fomenta los estudios sanitarios de nivel medio en galés y ofrece la oportunidad de presentar su trabajo en galés.  Da la oportunidad a estudiantes y doctores de participar en las conferencias anuales y en el Eisteddfod Nacional.